# Cheshire Cat
Cheshire Cat és el títol del primer disc de blink-182 després de gravar el casset de Buddha, encara amb el bateria Scott Raynor. Editat per Cargo Music, aquest àlbum dona a blink-182 l'impuls per ser conegut per gent del panorama punk-pop, i apareix en videos de skate, snowboard. Van ser teloners de NOFX i Pennywise.
El títol del disc és tret del gat de Cheshire a Alícia al país de les meravelles. A la contraportada, hi ha tres cançons marcades en color lila («Ben Wah Balls», «Just about done» i «Depends») per ressaltar que eren de broma, però al final han acabat sent de les més conegudes de l'àlbum.

## Llista de les cançons
1. «Carousel» * - 3:14
2. «M+M's» - 2:39
3. «Fentoozler» * - 2:04
4. «Touchdown Boy» - 3:10
5. «Strings» * - 2:25
6. «Peggy Sue» - 2:38
7. «Sometimes» * - 1:08
8. «Does My Breath Smell?» - 2:38
9. «Cacophony» - 3:05
10. «TV» * - 1:41
11. «Toast And Bananas» * - 2:42
12. «Wasting Time» - 2:49
13. «Romeo And Rebecca» * - 2:34
14. «Ben Wah Balls» - 3:55
15. «Just About Done» - 2:16
16. «Depends» - 2:48

- Totes les cançons estan escrites per Tom DeLonge i Mark Hoppus.
- Jeff Forrest canta a la cançó «Wasting Time«.

* ja apareix a Buddha